# بویل
بویل یک نام خانوادگی ایرلندی و اسکاتلندی‌ست. افراد شاخص با این نام از این قراراند:
- دنی بویل
- لارا فلین بویل
- رابرت بویل
- روت-ان بویل
- سوزان بویل
- ویلارد بویل
- زویی بویل